# Первомайский (Клинцовский район)
Первомайский — поселок на левом берегу реки Туросна в Клинцовском районе Брянской области, в составе Гулёвского сельского поселения.

## География
Находится на левом берегу реки Туросна в западной части Брянской области на расстоянии приблизительно 10 км на юг по прямой от железнодорожного вокзала станции Клинцы.

## История
Известен с 1920-х годов. На карте 1941 года показан как поселение с 30 дворами.

## Население
Численность населения: 104 человека (2002), 28 человек (2010), 13 человек (2016), 13 человек (2017).
Будет упразднен как фактически не существующий в связи с переселением всех жителей на постоянное место жительства в другие населённые пункты.